# Федерация футбола Фарерских островов
Федерация футбола Фарерских островов (фар. Fótbóltssamband Føroya [FSF]) — организация, осуществляющая контроль и управление футболом на Фарерских островах. Федерация основана в 1979 году, штаб-квартира располагается в Торсхавне. Федерация руководит развитием футбола на Фарерах и организовывает систему лиг на островах, в том числе в её подчинении находится Премьер-Лига Фарерских островов — высший футбольный дивизион. Контроль над национальными мужскими (A-Team, U-19, U-17, U-15) и женскими (A-team, U-19) сборными всех уровней также осуществляется федерацией.

## История
Футбол появился на Фарерских островах в конце XIX века. Первая футбольная лига — Национальная футбольная лига Фарерских островов образовалась в 1942 году. С 1942 по 1978 годы общее руководство фарерским футболом осуществляла Спортивная ассоциация Фарерских островов. 13 января 1979 года является датой основания Федерации футбола Фарерских островов.
В начале своей деятельности федерация занималась общей организацией футбола на островах. В 1985 году была организована Национальная женская футбольная Фарерских островов. С 1980-х годов был организован процесс обучения тренеров и судей, сначала при поддержке футбольного союза Дании, а с середины 1990-х — на самостоятельной основе.
2 июля 1988 года Фарерские острова получили членство ФИФА, а 18 апреля 1990 года вступили в УЕФА. После этого Фарерские острова стали принимать участие в официальных международных соревнованиях, проводимых этими организациями.